# Simon Trummer
Simon Trummer (ur. 8 czerwca 1989 roku w Frutigen, kanton Berno) – szwajcarski kierowca wyścigowy.

## Życiorys

### Formuła Renault
Szwajcar karierę rozpoczął w roku w 2003 od startów w kartingu. W 2006 roku przeszedł do wyścigów samochodów jednomiejscowych, debiutując w Formule Lista Junior. Zdobyte punkty sklasyfikowały go na 18. miejscu. W latach 2007–2008 brał udział we Szwajcarskiej Formule Renault. W pierwszym sezonie startów zmagania zakończył na 7. pozycji. W kolejnym dwukrotnie stanął na najwyższym stopniu podium, sięgając ostatecznie po tytuł wicemistrzowski. W 2008 roku wystartował także w trzech rundach włoskiej edycji. Jedyne punkty uzyskał na czeskim torze Masaryk Circuit, a w klasyfikacji generalnej znalazł się na 33. pozycji.

### Międzynarodowa Formuła Master
W roku 2008 wziął udział w jednej rundzie Międzynarodowej Formuły Master. W sezonie 2009 wystartował we wszystkich wyścigach. Simon czterokrotnie zdobył punkty, a podczas pierwszego startu na belgijskim torze Spa-Francorchamps dojechał na trzecim miejscu. Ostatecznie w klasyfikacji uplasował się na 11. lokacie.

### Seria GP3
Na sezon 2010 Trummer podpisał kontrakt ze szwajcarską ekipą Jenzer Motorsport, na starty w nowo utworzonej serii GP3. Simon dwukrotnie sięgnął po punkty, plasując się w pierwszym wyścigu w Hiszpanii oraz Belgii odpowiednio na szóstej i ósmej pozycji. Rywalizację ukończył na 25 miejscu. 
W roku 2011 nawiązał współpracę z zespołem MW Arden. Szwajcar zapunktował w trzech ostatnich wyścigach sezonu, na torze Spa-Francorchamps oraz Monza. Zdobyte punkty sklasyfikowały Trummera na 18. pozycji.

### Seria GP2
W 2012 roku Szwajcar zdobył posadę etatowego kierowcy wyścigowego w Serii GP2. W pierwszym sezonie startów uzbierane cztery punkty dały mu 23 miejsce w klasyfikacji końcowej. Rok później przeniósł się do włoskiej ekipy Rapax. W ciągu 22 wyścigów, w których wystartował, ani raz nie stawał na podium. Z dorobkiem 20 punktów uplasował się na 21 pozycji w klasyfikacji generalnej.
Na sezon 2014 Szwajcar podpisał kontrakt z włoską ekipą Rapax. Wystartował łącznie w 22 wyścigach, spośród których w trzech zdobywał punkty. W sprincie w Bahrajnie stanął na drugim stopniu podium. Uzbierał łącznie 26 punktów, które zapewniły mu siedemnaste miejsce w końcowej klasyfikacji kierowców.
W roku 2015 Trummer zaliczył dwa starty w niemieckim zespole Hilmer Motorsport - na austriackim torze Red Bull Ring oraz włoskim Autodromo Nazionale di Monza. Lepsze rezultaty odnotował we Włoszech, gdzie dwukrotnie dojechał na szesnastej lokacie.

### Porsche Supercup
W 2015 roku wziął udział w inauguracyjnej rundzie na hiszpańskim torze Circuit de Catalunya w Porsche Supercup. Reprezentując Fach Auto Tech, Szwajcar zmagania ukończył jednak dopiero na dwudziestym drugim miejscu. 

### Mistrzostwa Świata Samochodów Długodystansowych
W Mistrzostwach Świata Samochodów Długodystansowych zadebiutował w sezonie 2014. W zespole Lotusa w klasie LMP1-L partnerował Francuzowi Nathanaëlowi Berthonowi i Niemcowi Pierre Kafferowi. Wziął udział w przedostatniej rundzie sezonu, na torze Sakhir. Rywalizację ukończył na 28. pozycji.
W kolejnym roku był etatowym kierowcą zespołu Team ByKolles w kategorii LMP1. Uzyskiwał bardzo dobre wyniki w klasyfikacji zespołów prywatnych. Wraz z Niemcem Kafferem pięciokrotnie stawał na podium, z czego dwukrotnie na najwyższym stopniu - na niemieckim torze Nürburgring oraz w amerykańskim Austin. W ogólnym zestawieniu trzykrotnie dojeżdżał ósmy - w Austin, japońskim Fuji i w Szanghaju. W klasyfikacji „Private” zajął 3. miejsce, natomiast w przypadku punktacji generalnej był piętnasty. Z tą samą ekipą wystartował także w 24-godzinnym wyścigu Le Mans. Partnerował Kafferowi i Portugalczykowi Tiago Monteiro. Przez problemy techniczne nie zdołali jednak zakończyć rywalizacji.

## Wyniki

### GP2
| Legenda oznaczeń w tabelach wyników Wyświetl szablon na nowej stronie | Legenda oznaczeń w tabelach wyników Wyświetl szablon na nowej stronie                                                                     |
| Oznaczenie                                                            | Wyjaśnienie |
| --------------------------------------------------------------------- | --- |
| Złoty                                                                 | Zwycięzca lub mistrzostwo |
| Srebrny                                                               | 2. miejsce lub wicemistrzostwo |
| Brązowy                                                               | 3. miejsce lub II wicemistrzostwo |
| Zielony                                                               | Ukończył, punktował (w klasyfikacji generalnej, gdy zdobył co najmniej jeden punkt na przestrzeni sezonu, poza trzema powyższymi opcjami) |
| Niebieski                                                             | Ukończył, nie punktował (w klasyfikacji generalnej, gdy nie zdobył co najmniej jednego punktu na przestrzeni sezonu)                      |
| Czerwony                                                              | Nie zakwalifikował się (NZ) |
| Czerwony                                                              | Nie prekwalifikował się (NPK) |
| Różowy                                                                | Nie ukończył (NU) |
| Różowy                                                                | Niesklasyfikowany (NS) (w klasyfikacji generalnej, gdy nie został sklasyfikowany w żadnym wyścigu sezonu)                                 |
| Czarny                                                                | Zdyskwalifikowany (DK) |
| Czarny                                                                | Wykluczony (WYK/EX) |
| Biały                                                                 | Nie wystartował (NW) |
| Biały                                                                 | Kontuzjowany (K/INJ) |
| Biały                                                                 | Wyścig odwołany (OD/C) |
| Bez koloru                                                            | Został wycofany (WYC/WD) |
| Bez koloru                                                            | Nie przybył (NP/DNA) |
| Bez koloru                                                            | Nie brał udziału w treningach (NT/DNP) |
| Bez koloru                                                            | Nie został zgłoszony (–) |
| Pogrubienie                                                           | Start z pole position |
| Kursywa                                                               | Najszybsze okrążenie wyścigu |
| †                                                                     | Nie ukończył, ale jego rezultat został zaliczony ze względu na przejechanie więcej niż 90% dystansu wyścigu.                              |
| *                                                                     | Sezon w trakcie |
| 1/2/3                                                                 | Punktowana pozycja w sprincie kwalifikacyjnym                                                                                             |
| Lista systemów punktacji Formuły 1                                    | |

| Rok  | Zespół              | Wyniki w poszczególnych eliminacjach | Wyniki w poszczególnych eliminacjach | Wyniki w poszczególnych eliminacjach | Wyniki w poszczególnych eliminacjach | Wyniki w poszczególnych eliminacjach | Wyniki w poszczególnych eliminacjach | Wyniki w poszczególnych eliminacjach | Wyniki w poszczególnych eliminacjach | Wyniki w poszczególnych eliminacjach | Wyniki w poszczególnych eliminacjach | Wyniki w poszczególnych eliminacjach | Wyniki w poszczególnych eliminacjach | Wyniki w poszczególnych eliminacjach | Wyniki w poszczególnych eliminacjach | Wyniki w poszczególnych eliminacjach | Wyniki w poszczególnych eliminacjach | Wyniki w poszczególnych eliminacjach | Wyniki w poszczególnych eliminacjach | Wyniki w poszczególnych eliminacjach | Wyniki w poszczególnych eliminacjach | Wyniki w poszczególnych eliminacjach | Wyniki w poszczególnych eliminacjach | Wyniki w poszczególnych eliminacjach | Wyniki w poszczególnych eliminacjach | Punkty | Pozycja |
| ---- | ------------------- | ------------------------------------ | ------------------------------------ | ------------------------------------ | ------------------------------------ | ------------------------------------ | ------------------------------------ | ------------------------------------ | ------------------------------------ | ------------------------------------ | ------------------------------------ | ------------------------------------ | ------------------------------------ | ------------------------------------ | ------------------------------------ | ------------------------------------ | ------------------------------------ | ------------------------------------ | ------------------------------------ | ------------------------------------ | ------------------------------------ | ------------------------------------ | ------------------------------------ | ------------------------------------ | ------------------------------------ | ------ | ------- |
| 2012 | Arden International | MAL                                  | MAL                                  | BHR                                  | BHR                                  | BHR                                  | BHR                                  | ESP                                  | ESP                                  | MON                                  | MON                                  | VAL                                  | VAL                                  | GBR                                  | GBR                                  | DEU                                  | DEU                                  | HUN                                  | HUN                                  | BEL                                  | BEL                                  | ITA                                  | ITA                                  | SIN                                  | SIN                                  | 4      | 23      |
| 2012 | Arden International | 22                                   | 16                                   | 16                                   | 8                                    | 14                                   | 24†                                  | 23                                   | 20                                   | 12                                   | 9                                    | 10                                   | 7                                    | 15                                   | 11                                   | 16                                   | 17                                   | 13                                   | 13                                   | 15                                   | 16                                   | 16                                   | 17                                   | NU                                   | 14                                   | 4      | 23      |
| 2013 | Rapax               | MAL                                  | MAL                                  | BHR                                  | BHR                                  | ESP                                  | ESP                                  | MON                                  | MON                                  | GBR                                  | GBR                                  | DEU                                  | DEU                                  | HUN                                  | HUN                                  | BEL                                  | BEL                                  | ITA                                  | ITA                                  | SIN                                  | SIN                                  | ARE                                  | ARE                                  |                                      |                                      | 20     | 21      |
| 2013 | Rapax               | 9                                    | 6                                    | 9                                    | 14                                   | 19                                   | 16                                   | 13                                   | 23                                   | 24                                   | 16                                   | 14                                   | 9                                    | 6                                    | 7                                    | 12                                   | 11                                   | NU                                   | 16                                   | 16                                   | 13                                   | 13                                   | 7                                    |                                      |                                      | 20     | 21      |
| 2014 | Rapax               | BHR                                  | BHR                                  | ESP                                  | ESP                                  | MON                                  | MON                                  | AUT                                  | AUT                                  | GBR                                  | GBR                                  | DEU                                  | DEU                                  | HUN                                  | HUN                                  | BEL                                  | BEL                                  | ITA                                  | ITA                                  | RUS                                  | RUS                                  | ARE                                  | ARE                                  |                                      |                                      | 26     | 17      |
| 2014 | Rapax               | 7                                    | 2                                    | 12                                   | NU                                   | NU                                   | 18                                   | 20                                   | 20                                   | 25                                   | 18                                   | 6                                    | 14                                   | 11                                   | 13                                   | 18                                   | 17                                   | 19                                   | 11                                   | 15                                   | 22                                   | 17                                   | 16                                   |                                      |                                      | 26     | 17      |
| 2015 | Hilmer Motorsport   | BHR                                  | BHR                                  | ESP                                  | ESP                                  | MON                                  | MON                                  | AUT                                  | AUT                                  | GBR                                  | GBR                                  | HUN                                  | HUN                                  | BEL                                  | BEL                                  | ITA                                  | ITA                                  | RUS                                  | RUS                                  | BHR                                  | BHR                                  | ARE                                  |                                      |                                      |                                      | 0      | 31      |
| 2015 | Hilmer Motorsport   | -                                    | -                                    | -                                    | -                                    | -                                    | -                                    | 22                                   | 18                                   | -                                    | -                                    | -                                    | -                                    | -                                    | -                                    | 16                                   | 16                                   | -                                    | -                                    | -                                    | -                                    | -                                    |                                      |                                      |                                      | 0      | 31      |

### GP3
| Legenda oznaczeń w tabelach wyników Wyświetl szablon na nowej stronie | Legenda oznaczeń w tabelach wyników Wyświetl szablon na nowej stronie                                                                     |
| Oznaczenie                                                            | Wyjaśnienie |
| --------------------------------------------------------------------- | --- |
| Złoty                                                                 | Zwycięzca lub mistrzostwo |
| Srebrny                                                               | 2. miejsce lub wicemistrzostwo |
| Brązowy                                                               | 3. miejsce lub II wicemistrzostwo |
| Zielony                                                               | Ukończył, punktował (w klasyfikacji generalnej, gdy zdobył co najmniej jeden punkt na przestrzeni sezonu, poza trzema powyższymi opcjami) |
| Niebieski                                                             | Ukończył, nie punktował (w klasyfikacji generalnej, gdy nie zdobył co najmniej jednego punktu na przestrzeni sezonu)                      |
| Czerwony                                                              | Nie zakwalifikował się (NZ) |
| Czerwony                                                              | Nie prekwalifikował się (NPK) |
| Różowy                                                                | Nie ukończył (NU) |
| Różowy                                                                | Niesklasyfikowany (NS) (w klasyfikacji generalnej, gdy nie został sklasyfikowany w żadnym wyścigu sezonu)                                 |
| Czarny                                                                | Zdyskwalifikowany (DK) |
| Czarny                                                                | Wykluczony (WYK/EX) |
| Biały                                                                 | Nie wystartował (NW) |
| Biały                                                                 | Kontuzjowany (K/INJ) |
| Biały                                                                 | Wyścig odwołany (OD/C) |
| Bez koloru                                                            | Został wycofany (WYC/WD) |
| Bez koloru                                                            | Nie przybył (NP/DNA) |
| Bez koloru                                                            | Nie brał udziału w treningach (NT/DNP) |
| Bez koloru                                                            | Nie został zgłoszony (–) |
| Pogrubienie                                                           | Start z pole position |
| Kursywa                                                               | Najszybsze okrążenie wyścigu |
| †                                                                     | Nie ukończył, ale jego rezultat został zaliczony ze względu na przejechanie więcej niż 90% dystansu wyścigu.                              |
| *                                                                     | Sezon w trakcie |
| 1/2/3                                                                 | Punktowana pozycja w sprincie kwalifikacyjnym                                                                                             |
| Lista systemów punktacji Formuły 1                                    | |

| Rok  | Zespół            | Wyniki w poszczególnych eliminacjach | Wyniki w poszczególnych eliminacjach | Wyniki w poszczególnych eliminacjach | Wyniki w poszczególnych eliminacjach | Wyniki w poszczególnych eliminacjach | Wyniki w poszczególnych eliminacjach | Wyniki w poszczególnych eliminacjach | Wyniki w poszczególnych eliminacjach | Wyniki w poszczególnych eliminacjach | Wyniki w poszczególnych eliminacjach | Wyniki w poszczególnych eliminacjach | Wyniki w poszczególnych eliminacjach | Wyniki w poszczególnych eliminacjach | Wyniki w poszczególnych eliminacjach | Wyniki w poszczególnych eliminacjach | Wyniki w poszczególnych eliminacjach | Punkty | Pozycja |
| ---- | ----------------- | ------------------------------------ | ------------------------------------ | ------------------------------------ | ------------------------------------ | ------------------------------------ | ------------------------------------ | ------------------------------------ | ------------------------------------ | ------------------------------------ | ------------------------------------ | ------------------------------------ | ------------------------------------ | ------------------------------------ | ------------------------------------ | ------------------------------------ | ------------------------------------ | ------ | ------- |
| 2010 | Jenzer Motorsport | ESP                                  | ESP                                  | TUR                                  | TUR                                  | VAL                                  | VAL                                  | GBR                                  | GBR                                  | DEU                                  | DEU                                  | HUN                                  | HUN                                  | BEL                                  | BEL                                  | ITA                                  | ITA                                  | 4      | 25      |
| 2010 | Jenzer Motorsport | 6                                    | 8                                    | 20                                   | 13                                   | 13                                   | 27                                   | 17                                   | 12                                   | 11                                   | NU                                   | -                                    | -                                    | 8                                    | NU                                   | NU                                   | 24                                   | 4      | 25      |
| 2011 | MW Arden          | TUR                                  | TUR                                  | ESP                                  | ESP                                  | VAL                                  | VAL                                  | GBR                                  | GBR                                  | DEU                                  | DEU                                  | HUN                                  | HUN                                  | BEL                                  | BEL                                  | ITA                                  | ITA                                  | 9      | 18      |
| 2011 | MW Arden          | 19                                   | 21                                   | 27                                   | 25†                                  | NU                                   | NU                                   | 12                                   | 10                                   | 9                                    | 16                                   | 16                                   | 12                                   | 19                                   | 5                                    | 5                                    | 4                                    | 9      | 18      |

### Podsumowanie
| Sezon | Seria                               | Zespół                | Wyścigi | Zwycięstwa | PP | NO | Podium | Punkty | Pozycja |
| ----- | ----------------------------------- | --------------------- | ------- | ---------- | -- | -- | ------ | ------ | ------- |
| 2006  | Formuła Lista Junior                |                       | ?       | 0          | 0  | 0  | 0      | 10     | 18      |
| 2007  | Szwajcarska Formuła Renault         | BMS Böhlen Motorsport | 12      | 0          | 0  | 0  | 0      | 119    | 7       |
| 2008  | Szwajcarska Formuła Renault         | Jenzer Motorsport     | 12      | 2          | 4  | 1  | 9      | 244    | 2       |
| 2008  | Włoska Formuła Renault              | Jenzer Motorsport     | 6       | 0          | 0  | 0  | 0      | 7      | 33      |
| 2008  | Międzynarodowa Formuła Master       | Iris Project          | 2       | 0          | 0  | 0  | 0      | 0      | 30      |
| 2009  | Międzynarodowa Formuła Master       | Iris Project          | 16      | 0          | 0  | 0  | 1      | 11     | 11      |
| 2010  | Seria GP3                           | Jenzer Motorsport     | 14      | 0          | 0  | 0  | 0      | 4      | 25      |
| 2011  | Seria GP3                           | MW Arden              | 16      | 0          | 0  | 0  | 0      | 9      | 18      |
| 2012  | Seria GP2                           | Arden International   | 24      | 0          | 0  | 0  | 0      | 4      | 23      |
| 2013  | Seria GP2                           | Rapax                 | 22      | 0          | 0  | 0  | 0      | 20     | 21      |
| 2014  | Seria GP2                           | Rapax                 | 22      | 0          | 0  | 0  | 1      | 26     | 17      |
| 2014  | World Endurance Championship - LMP1 | Lotus                 | 1       | 0          | 0  | 0  | 0      | 0      | NS      |
| 2015  | Porsche Supercup                    | Fach Auto Tech        | 1       | 0          | 0  | 0  | 0      | 0      | 28      |
| 2015  | Seria GP2                           | Hilmer Motorsport     | 4       | 0          | 0  | 0  | 0      | 0†     | NS†     |
| 2015  | World Endurance Championship        | Team ByKolles         | 5       | 0          | 0  | 0  | 0      | 12,5†  | 26†     |
| 2015  | World Endurance Championship - LMP1 | Team ByKOLLES         | 7       | 0          | 0  | 0  | 0      | 12,5†  | 26†     |

† – Trummer nie był zaliczany do klasyfikacji.